# Cecília Honório
Maria Cecília Vicente Duarte Honório (Lisboa, 1 de julho de 1962) é uma professora portuguesa, antiga deputada do Bloco de Esquerda.

## Biografia
É Doutorada em História das Ideias Polìticas e professora do Ensino Secundário.
Foi deputada do Bloco de Esquerda na X legislatura representando o círculo de Lisboa e em regime de rotatividade, tendo sido eleita em 2009 e em 2011 pelo círculo de Faro, exercendo funções na XI e XII legislaturas, até 2015.
Integrou a Comissão de Assuntos Constitucionais, Direitos, Liberdades e Garantias e a Comissão de Ética, Cidadania e Comunicação, bem como a Subcomissão de Igualdade.
Foi candidata à Presidência da Câmara Municipal de Cascais em 2013, tendo obtido 4,57% dos votos.